# Natten tänder ljus på himlen
Natten tänder ljus på himlen är en julsång skriven av Lasse Andersson och Cecilia von Melen. Temat är de många stjärnor som syns på himlen en klar kväll vid juletid samt avslutas med och när jag vaknar då är hela världen vit. Flera artister och grupper har spelat in denna sång.
Carina Jaarneks orkester sjöng in melodin på skiva och gav ut den på singel 1986 .
Carina Jaarnek och Alfstarz spelade in melodin och den versionen låg på Svensktoppen 21 december 1986-4 januari 1987 , där den hamnade på åttonde respektive sjunde plats.
Jan Malmsjö spelade in en version på sitt julalbum "Låt mig få tända ett ljus" från 1987, och hans version låg på Svensktoppen i sju veckor under perioden 6 december 1987-10 januari 1988 , med sjundeplats som bästa resultat.
Christer Sjögren spelade år 2000 in melodin på sitt julalbum "Ett julkort från förr" .